# Ghana na Zimních olympijských hrách 2018
Ghana se účastnila Zimních olympijských her 2018 v Pchjongčchangu v Jižní Koreji od 9. do 25. února 2018. Reprezentoval ji jediný sportovec, skeletonista Akwasi Frimpong, žijící v Nizozemsku. 
Stal se tak historicky druhým Ghaňanem na zimní olympiádě, jeho předchůdcem byl sjezdař Kwame Nkrumah-Acheampong, který se zúčastnil Zimních olympijských her 2010 ve Vancouveru. Frimpong byl prvním účastníkem závodu skeletonistů ze západní Afriky a stejně tak i prvním sportovcem tmavé pleti, který reprezentuje ve skeletonu africkou zemi.

## Počty účastníků podle sportovních odvětví
Počet sportovců startujících v jednotlivých olympijských sportech:
| Sport    | Muži | Ženy | Celkem |
| -------- | ---- | ---- | ------ |
| Skeleton | 1    | 0    | 1      |
| Celkem   | 1    | 0    | 1      |

## Výsledky sportovců

### Skeleton
| Závod | Sportovec       | Jízda 1 | Jízda 1 | Jízda 2 | Jízda 2 | Jízda 3 | Jízda 3 | Jízda 4     | Jízda 4     | Celkově | Celkově |
| Závod | Sportovec       | Čas     | Pořadí  | Čas     | Pořadí  | Čas     | Pořadí  | Čas         | Pořadí      | Čas     | Pořadí  |
| ----- | --------------- | ------- | ------- | ------- | ------- | ------- | ------- | ----------- | ----------- | ------- | ------- |
| Muži  | Akwasi Frimpong | 53,97   | 30.     | 54,46   | 30.     | 53,69   | 30.     | Nepostoupil | Nepostoupil | 2:42,12 | 30.     |